# 維斯珀河

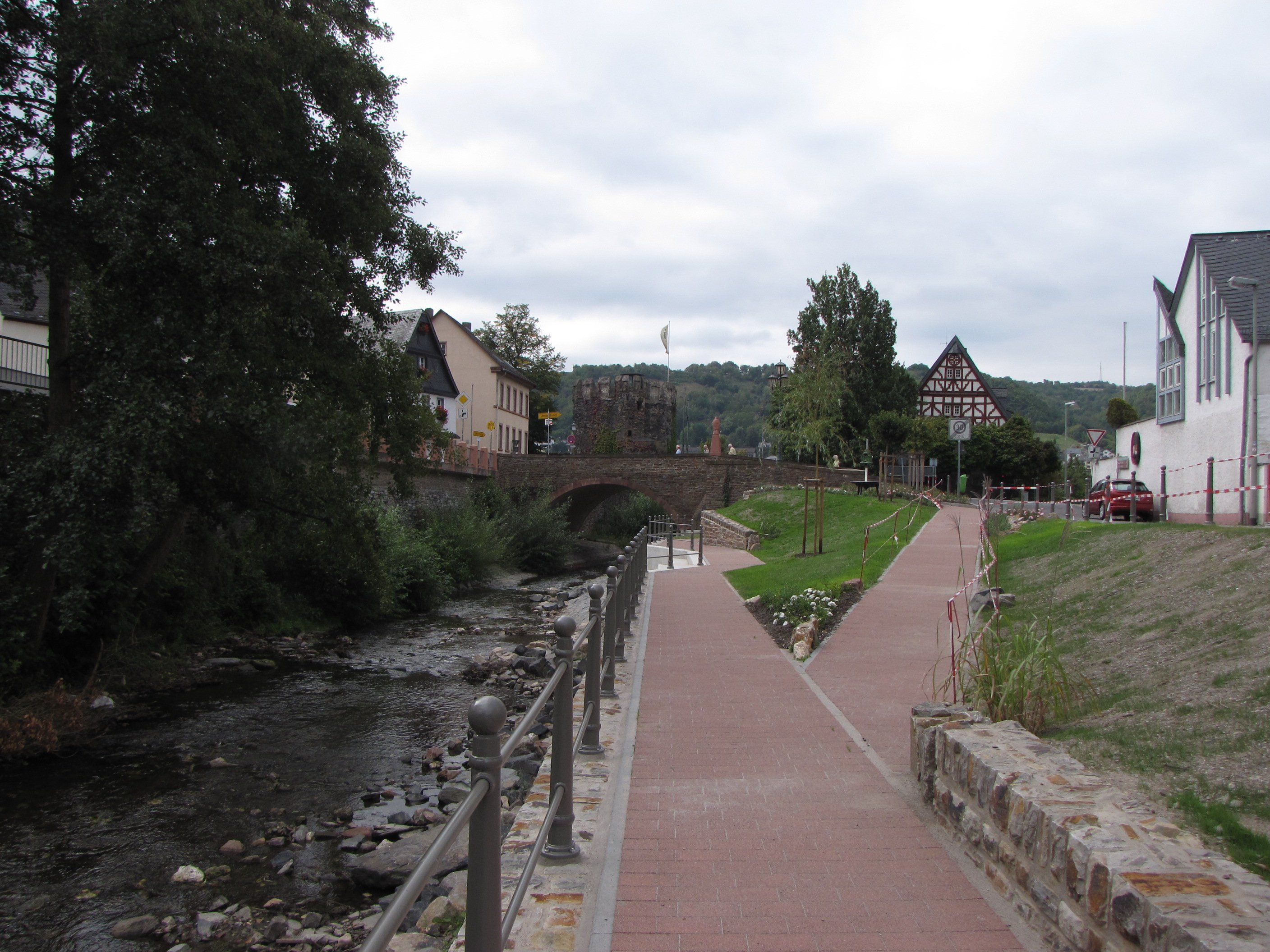

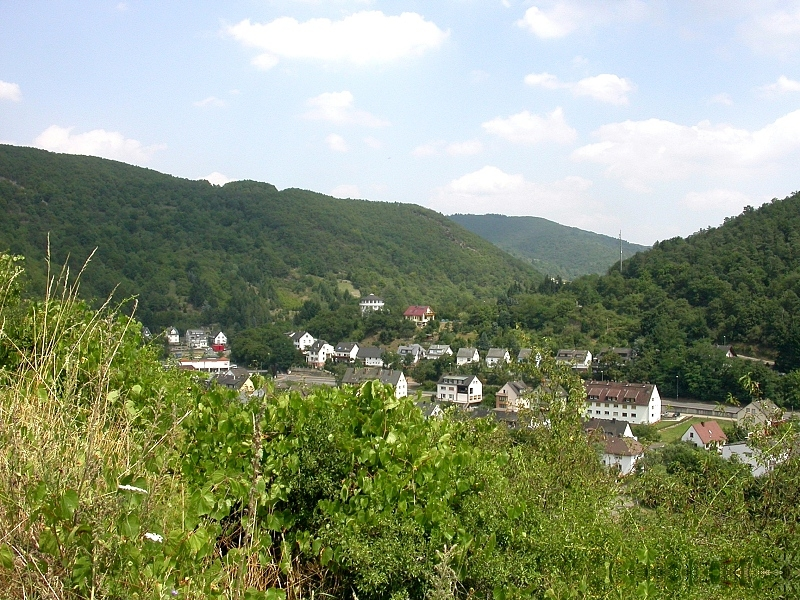

維斯珀河是德國的河流，位於黑森州，屬於萊茵河的右支流，發源自陶努斯山西部，河道全長30公里，流域面積209平方公里，平均流量每秒1,27立方米，河畔城鎮有洛赫。
50°02′N 7°48′E / 50.033°N 7.800°E